# Songs of Darkness, Words of Light
Songs of Darkness, Words of Light er et album af det britiske death/doom metal-band My Dying Bride, som blev udgivet i 2004 gennem Peaceville Records. Dette var det første album med keyboardspilleren Sarah Stanton. Musikalsk var albummet atter mere traditionelt til bandets death/doom metal stil, da den vekslende vokal mellem growl og renssang blev taget i brug. 

## Sporliste
1. "The Wreckage of My Flesh" – 8:45
2. "The Scarlet Garden" – 7:49
3. "Catherine Blake" – 6:32
4. "My Wine in Silence" – 5:53
5. "The Prize of Beauty" – 8:02
6. "The Blue Lotus" – 6:33
7. "And My Fury Stands Ready" – 7:45
8. "A Doomed Lover" – 7:54